# فاسكوجوكي
فاسكوجوكي هو نهر في فنلندا في لابلاند الفنلندية. يصب هذا النهر في بحيرة باتاري، الذي يتدفق بدوره من خلال النهر جوتانجوكي في بحيرة إيناري، وهو جزء من حوض نهر باتسجوكي الذي يصب في بحر بارنتس.